# Solo più che mai/I Left My Heart in San Francisco
Solo più che mai/I Left My Heart in San Francisco è il 91° 45 giri del 1966 del cantante italiano Johnny Dorelli.

## Solo più che mai
Solo più che mai è una canzone, cover italiana di Strangers in the Night di Frank Sinatra. 
La canzone venne inserita nel lato A del 33 giri L'immensità del 1967. Inoltre, Dorelli incise la versione originale del brano, Strangers in the Night, inserita nel lato B dello stesso disco. 

## I Left My Heart in San Francisco
I Left My Heart in San Francisco è una standard americano di Tony Bennett, reinterpretata da moltissimi crooners tra cui Frank Sinatra, Perry Como e lo stesso Dorelli che inserì il brano in due 33 giri, Viaggio sentimentale del 1965 e L'immensità.